# گرگوند
گرگوند، روستایی از توابع بخش بیستون شهرستان هرسین در استان کرمانشاه ایران است.
در دوران اسلامی بیستون در مسیر مهمترین راه‌های تجاری، نظامی و زیارتی به عراق و مرکز خلافت اسلامی مشهور به شاهراه خراسان بزرگ قرار داشته است. سیاحان، مورخان و جغرافی‌دانان زیادی به کرّات از بیستون و آثار آن یاد کرده‌اند. در اواسط دوره اسلامی (دوره ایلخانی) منابع از احداث شهری به نام سلطان آباد چمچمال توسط سلطان ابوسعید، ایلخان مغول، در بیستون حکایت دارد. باستان‌شناسان معتقدند که تپه امروزی گرگوند در فاصله ۱۰ کیلومتری شرق بیستون می‌تواند محل احداث شهر یاد شده باشد (مترجم و محمدی فر۱۳۸۴
زبان محلی این روستا لری کردی و لکی است.بیشتر فعالیت مردم روستا کشاورزی و دامپروری است.
یک طرف روستا بر روی تپه است و کنار تپه رودخانه گامسیاب جریان دارد که به روستا زیبایی بی نهایتی اهدا کرده و طرف دیگر، طبیعت زیبا و کوه بیستون و جاده قدیمی ابریشم است ک شاه راه اصلی به کربلا است و هر ساله میلیون ها ماشین از کنار روستا می‌گذرند.

## جمعیت
این روستا در دهستان چمجمال قرار دارد و براساس سرشماری مرکز آمار ایران در سال ۱۳۸۵، جمعیت آن ۳۳۸ نفر (۷۷خانوار) بوده‌است.